# SAGE法
SAGE法 (Serial Analysis of Gene Expression) とは、対象とする細胞や組織における mRNA の発現状況を把握する、いわゆる遺伝子発現プロファイリングのための分子生物学的手法である。
この技術はジョンズ・ホプキンス大学のがんセンターに勤務していた Victor Velculescu 博士によって開発され、1995年にサイエンス誌に掲載された。それ以降幾つかの派生的手法が報告されているが、有名な改良版としては LongSAGE や SuperSAGE などが挙げられる。特に後者は 25-27 塩基対の長いタグを用いることで、遺伝子の正確なアノテーションやゲノムからの新規遺伝子のより確実な発見を可能にする技術である。

## 手順の概要
SAGE法の流れは以下の通り。
1. 腫瘍などの試料から mRNA を単離する。
2. 単離した mRNA の特定の位置から十～数十塩基対の配列（SAGEタグ）を分離する。
3. SAGEタグ連結してある程度の長さの配列（コンカテマー）を作成する。
4. コンカテマーをベクターに挿入し、バクテリアに導入してクローニングする。
5. DNAシークエンシングを行って配列を決定する。
6. 読まれた配列からそれぞれのSAGEタグを計数し、データを分析して発現状況を調べる。

より詳細な説明は欧州分子生物学研究所（EMBL）のサイトを参照。
また、CDNAの項に、類似手法が列記されている。

## 分析
SAGE法によって得られるデータは、短いSAGEタグの配列とそのカウント数の対応表である。タグの配列はBLASTなどのデータベース検索によって、出所となった mRNA （にコードされている遺伝子）と対応付けられる。
| SAGEタグ   | カウント数 | 対応する遺伝子                             |
| ---------- | ---------- | ------------------------------------------ |
| ATATTGTCAA | 5          | translation elongation factor 1 gamma      |
| AAATCGGAAT | 2          | T-complex protein 1, z-subunit             |
| ACCGCCTTCG | 1          | no match                                   |
| GCCTTGTTTA | 81         | rpa1 mRNA fragment for r ribosomal protein |
| GTTAACCATC | 45         | ubiquitin 52-AA extension protein          |
| CCGCCGTGGG | 9          | SF1 protein (SF1 gene)                     |
| TTTTTGTTAA | 99         | NADH dehydrogenase 3 (ND3) gene            |
| GCAAAACCGG | 63         | rpL21                                      |
| GGAGCCCGCC | 45         | ribosomal protein L18a                     |
| GCCCGCAACA | 34         | ribosomal protein S31                      |
| GCCGAAGTTG | 50         | ribosomal protein S5 homolog (M(1)15D)     |
| TAACGACCGC | 4          | BcDNA.GM12270                              |

このようなデータに対してさらに統計学的な手法が用いられ、異なる試料間での遺伝子発現状況の比較が行われる。例えば病理組織と正常な組織を比較して、患部で多く発現する遺伝子を把握するなどの用途に利用される。SAGE法は元々がんの研究のためのものだったが、現在では他の病気や様々な生物・組織のトランスクリプトーム解析に利用されている。

## DNAマイクロアレイとの比較
SAGE法と同様に遺伝子発現プロファイリングに用いられる技術としてはDNAマイクロアレイがある。しかしSAGE法はDNAシークエンシングに基づく技術であり、蛍光強度というアナログで定性的なデータを生むハイブリダイゼーションとは異なる。またDNAマイクロアレイではアレイに用いる遺伝子の配列を解読しておかねばならないが、SAGE法では実験者が前もって mRNA の配列を知っておく必要は無い。そのためSAGE法は探索的であり、新奇の遺伝子が発見される可能性がある。コストの面ではDNAマイクロアレイの方がずっと有利であるが、一般にSAGE法ではそれほど大規模な解析は行われない。